# ゲテ食大全
『ゲテ食大全』（ゲテしょくたいぜん）は、1996年に株式会社データハウスから出版された、北寺尾ゲンコツ堂（1964年、東京都生まれ）の著書である。著者（北寺尾）が様々なゲテ物を食し、その味や調理法を紹介する本である。

## 概要
口絵にはカラーでゲテモノ料理の写真が載っている。
本書では各食材は初級、中級、上級と分けられており、初級のドングリから、中級ではムカデやアオイソメなどを経由し、上級では犬（ポメラニアン）や猫やハムスターなど、別の意味で上級な食材に至る。
各食材は著者により実際に試食されたもので、味と入手しやすさについての得点も付けられている。更に食中毒などの可能性、回避法についての考察などもあり、読者が著者の実験の追試を行う事も容易となっている。蛇や鳩・ドングリなど、日本人にとって身近な動植物の捌き方や調理法も紹介されており、サバイバルマニュアルとしての活用も見込めると考えられる。食材にはその歴史や生物学的な紹介もなされている。

## 著者の理念
後書き（240 - 241ページ）から数行を引用・紹介する。
- イヌやネコはウシやブタと同程度には可愛いかも知れないが、それ以上のものでは決してない。
- 仮にイヌがブタよりも「頭が良かった」としよう。しかし、だからと言って、それが食用に適しているかどうかを判断する根拠となるのだろうか。
- 人間にとって、人間以外の全ての生き物は皿の上に平等であり、人間が食べてはいけない生物などというものは、人間以外に存在しない

## 本書で紹介されている食材
- ドングリ
- 新緑
- イソギンチャク
- アオイソメ
- ミミズ
- ヒザラガイ
- アメフラシ
- ナメクジ、カタツムリ
- フジツボ、カメノテ
- フナムシ
- アメリカザリガニ
- ムカデ
- クモ
- サソリ
- ゴキブリ
- シロアリ
- トンボ
- シャクトリムシ
- セミ
- コオロギ
- ウジ
- アリ
- ゲンゴロウ
- カブトムシ
- ミールワーム
- 金魚
- イモリ
- カエル
- ヘビ（アオダイショウ、マムシ）
- カメ
- ドバト
- セキセイインコ
- ヒヨコ
- ウサギ
- ハムスター、ハツカネズミ
- イヌ（ポメラニアン）
- ネコ

## 書籍
- 北寺尾ゲンコツ堂『「ゲテ食」大全』データハウス、1996年3月。ISBN 4-88718-375-5。
- 北寺尾ゲンコツ堂『「ゲテ食」大全』データハウス〈Datahouse book〉、2005年12月。ISBN 4-88718-848-X。